# Lepisorus stenistus
Lepisorus stenistus là một loài thực vật có mạch trong họ Polypodiaceae. Loài này được (C.B. Clarke) Y.X. Lin mô tả khoa học đầu tiên năm 2000.